# Новотанець
Новотанець (Nowotaniec) — село (1444-1946 — місто) на Лемківщині, у Польщі, у гміні Буківсько Сяноцького повіту Підкарпатського воєводства.
Населення — 423 особи (2011).

## Географія
Новотанець лежить у середньому Бескиді. Розташований на перехресті шляхів з Коросна через Лупківський перевал на Закарпаття й Угорщину та на захід через Коросно до міста Краків, у мальовничій долині річки Пельниця, за 18 км на захід від міста Сянок та за 4 км на захід від міста Буковсько.

## Історія місцевості
Перша згадка з 1366–1409 (Brzozowa alias Lobetans),. Містечко заснував підкоморій м. Сянік — Іван (Ян) Баль (лат. Johann Bal de Boyska, пол. Jan I Bal), у центрі розлогого маєтку, що належав шляхтичам Балям.
25 лютого 1444 року король Володислав III Варненьчик надав поселенню маґдебурзьке право. Заселене німецькими колоністами з Угорщини та Сілезії колишнє місто Lobetans зазнало полонізації в кінці XVI ст.. У 1558–1721 Новотанець був осідком адміністратури Кальвініської церкви, тут на хвалу Божу зібрався під кінець 1698 Синод малопольських церков. Кальвінська громада в Новотанці була сильнішою від інших і проіснувала аж до 1750 р.
На захисному мисі та Пельницькому потоці було побудовано в 1550—1558 рр. невеликий мурований замок. Гербом Новотанця була Ґаздова — родовий герб Балів.

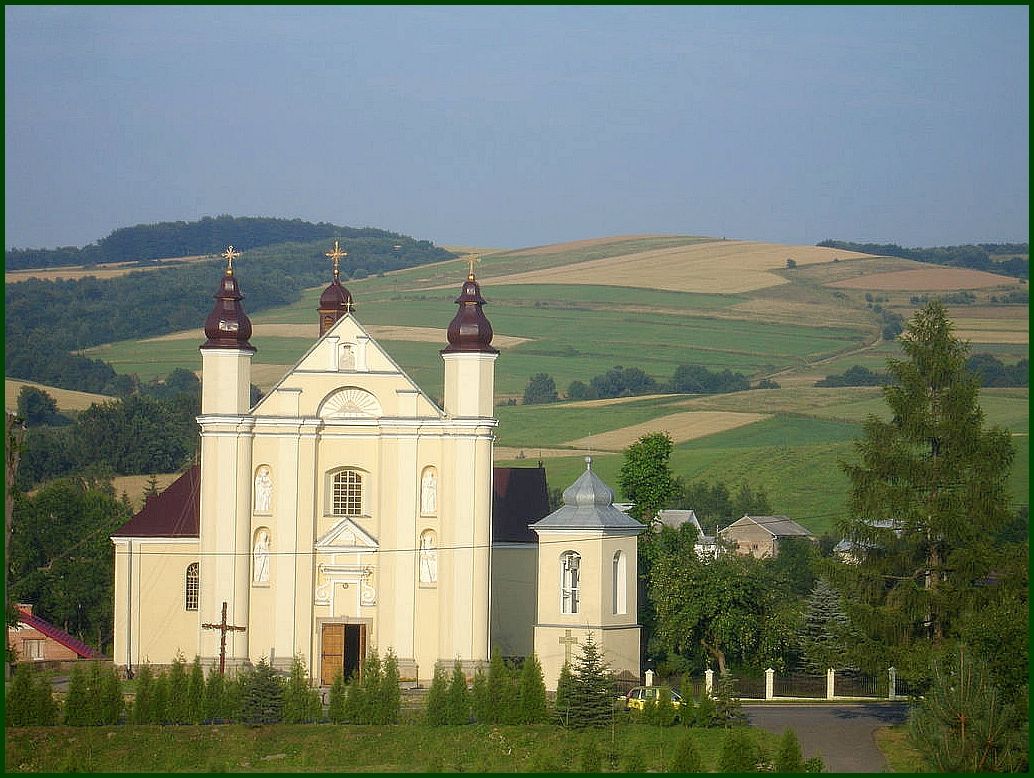
Костел (латинська церква)

В ніч на 10 травня 1648 року замок новотанецький замок був здобутий військами Богдана Хмельницького, яким допомагали селяни із села Вислік.
У XVI ст. став чималим торгово-ремісничим осередком (з половини 16 століття до 18 століття — мадярські склади вина).
Напередодні Другої світової війни Новотанець налічував понад 650 мешканців, у тому числі 500 поляків, 50 українців і 100 євреїв. Українці-грекокатолики належали до парафії Сенькова Воля Сяніцького деканату Перемишльської єпархії (з 1930 р. — Буківський деканат). В 1944–1947 рр. відбувалась українсько-польська війна Трагічним кінцем міста стало 6 квітня 1946 року, тоді українські повстанці спалили понад 120 польських будівель.
У 1975-1998 роках село належало до Кросненського воєводства.

### Населення
Демографічна структура станом на 31 березня 2011 року:
|          | Загалом | Допрацездатний вік | Працездатний вік | Постпрацездатний вік |
| -------- | ------- | ------------------ | ---------------- | -------------------- |
| Чоловіки | 199     | 26                 | 152              | 21                   |
| Жінки    | 224     | 38                 | 140              | 46                   |
| Разом    | 423     | 64                 | 292              | 67                   |

- 2006 — 430 мешканців.